# Nabicula nigrovittata
Nabicula nigrovittata är en insektsart som först beskrevs av Sahlberg 1878.  Nabicula nigrovittata ingår i släktet Nabicula och familjen fältrovskinnbaggar. Utöver nominatformen finns också underarten N. n. nearctica.